# Lee Eppie
Lee Bhekempilo Eppie, né le 18 mai 1999, est un athlète botswanais, spécialiste du 400 mètres. Il remporte la médaille d’argent aux Championnats d'Afrique d'athlétisme 2024.

## Carrière
Le 25 juin 2024, il remporte la deuxième place du 400 m haies aux Championnats d'Afrique d'athlétisme 2024, en 45 s 39.

## Palmarès
| Date | Compétition                    | Lieu    | Résultat | Epreuve   | Temps         |
| ---- | ------------------------------ | ------- | -------- | --------- | ------------- |
| 2017 | Championnats d'Afrique juniors | Tlemcen | 2e       | 4 × 400 m | 3 min 16 s 64 |
| 2024 | Championnats d'Afrique         | Douala  | 2e       | 400 m     | 45 s 39       |